# 孔科雷佐
孔科雷佐（義大利語：Concorezzo），是意大利蒙萨和布里安萨省的一个市镇。总面积7平方公里，人口15178人，人口密度2168.3人/平方公里（2009年）。ISTAT代码为015084。